# 柴崎紀美
柴﨑 紀美（しばさき きみ）は、日本の女優・演出家（日本演出者協会員）。栃木県小山市出身。劇団NACを主宰。

## 経歴
ヒラタオフィス、シェイクスピアシアターなどを経て、丹波哲郎の「丹波道場」に入団。丹波道場当時に脚本家・柏倉敏之と出会い、師事。一時休養ののち、2000年に舞台復帰。2002年に劇団NACを旗揚げ。演出、主演などを務める。血液型はA型。

## 主な出演／演出作品

### 映画
- 『大霊界』(丹波哲郎、監督)

### 舞台
- 『藪の中』芥川龍之介、作（真砂役）
- 『リレイヤー』(鴻上尚史、作)（奈美役）
- 『夏の夜の夢』ウィリアム・シェイクスピア、作（パック役／演出）
- 『ハムレット』（ガートルード役）ウィリアム・シェイクスピア、作
- 『マクベス』（マクベス夫人役）、ウィリアム・シェイクスピア、作
- 『奇跡の人』ウィリアム・ギブソン、作（演出）
- など。